# Stadtmitte (Düsseldorf)
Stadtmitte (letteralmente «centro cittadino») è un quartiere della città tedesca di Düsseldorf, appartenente al distretto 1.